# Escudo de armas del rey Juan Carlos de Borbón
El escudo de armas del rey Juan Carlos de Borbón es de uso personal del que fuera rey de España entre 1975 y 2014. Tras su abdicación en 2014, se decretó que Juan Carlos I pasara a tener un tratamiento singular: además de otorgársele el uso vitalicio y honorífico del título de rey, el tratamiento de Majestad y honores análogos a los del heredero de la Corona, también se decretó que seguiría usando el estandarte y el guion que utilizó durante su reinado.
El uso de sus enseñas personales fue autorizado por medio del Real Decreto 527/2014, de 20 de junio, por el que se crea el Guion y el
Estandarte de Su Majestad el Rey Felipe VI y se modifica el Reglamento de Banderas y Estandartes, Guiones, Insignias y Distintivos, aprobado por Real Decreto 1511/1977, de 21 de enero. Esta norma, aprobada para dotar al nuevo rey Felipe VI de sus propias enseñas, incluyó la siguiente disposición transitoria:

Guion y estandarte de Don Juan Carlos de Borbón y Borbón.
Su Majestad, Don Juan Carlos de Borbón y Borbón seguirá usando el guion y el estandarte que venía utilizando hasta su abdicación como rey, tal y como aparecen descritos en las reglas 1 y 2 del título II del Reglamento de Banderas y Estandartes, Guiones, Insignias y Distintivos, antes de su modificación por medio de este real decreto.
Disposición transitoria única del Real Decreto 527/2014.

El Reglamento de Banderas y Estandartes, Guiones, Insignias y Distintivos, tal y como se aprobó por Real Decreto de 21 de enero de 1977, describe en el Título II, regla 1.ª, las armas de la siguiente forma:

[...] escudo cuartelado: 1.°, de gules, con un castillo da oro, almenado de tres almenas y donjonado de tres torres, cada una con tres almenas de lo mismo ozonado de sable y aclarado de azur, que es de Castilla; 2.°, de plata, con un león rampante de gules coronado de oro, lampasado y armado de lo mismo, que es de León; 3.°, de oro, con cuatro palos de gules, que es de Aragón; 4.º, de gules, con una cadena de aro puesta en orla, en cruz y en aspa, con un punto de sinople en abismo, que es de Navarra; enfado en punta, de plata, con una granada al natural rajada de gules, sostenida, tallada y hojada de dos hojas da sinople, que es de Granada. En escusón de azur y fileteado de gules, tres flores de lis de oro, que es de Borbón.
Lleva acolada al escudo la cruz roja de Borgoña y, a diestra y siniestra de la punta del mismo, el yugo de gules en su posición natural con cintas de lo mismo, y el haz de cinco flechas de gules, con puntas hacia abajo y cintas de lo mismo.
El todo rodeado del Toisón de Oro y rematado de corona del mismo metal y pedrería, con ocho florones, visibles cinco, ocho perlas intercaladas, cerradas con ocho diademas guarnecidas también de perlas y rematadas con una cruz sobre un globo, que es la Real de España.

Si bien no fue regulado hasta 1977, este escudo fue utilizado por Juan Carlos I desde el inicio de su reinado, en 1975, y tiene como base el que usó como príncipe de España desde 1971, cuya única diferencia era el estar timbrado por una corona de príncipe en vez de por la corona real.